# José Neira
José Neira, född 13 januari 1939, är en friidrottare från Colombia. Han deltog vid olympiska sommarspelen 1964.